# Grand Prix of Indianapolis 2024
Der Grand Prix of Indianapolis (offiziell Sonsio Grand Prix) auf dem Indianapolis Motor Speedway fand am 11. Mai 2024 statt und ging über eine Distanz von 85 Runden à 3,925 km. Es war der fünfte Lauf zur IndyCar Series 2024.

## Bericht
Der Polsitter Alex Palou (Chip Ganassi Racing) ging in Führung nach dem Rennstart. In den ersten Kurven verbremsten sich einige Fahrer, es gab Berührungen und mehrere Fahrer mussten anderen ausweichen über die Grünfläche. Eine Gelbphase gab es aber nicht. Christian Lundgaard (RLL) überholte Palou in der ersten Runde und führte das Fahrerfeld an. Auch nach den ersten Boxenstopps führte Lundgaard, dahinter Will Power (Team Penske) und Palou. Lundgaard konnte sich kurzzeitig von Power und Palou lösen, vor dem zweiten Boxenstopp kamen sie aber wieder näher heran an den Spitzenreiter. Lundgaard kam vor Palou an die Boxen. Palou steuerte  kurz danach seine Mechaniker an und kam knapp vor Lundgaard wieder auf die Strecke zurück. Palou zog den Fahrern hinter sich nun dank freier Fahrt davon. Auch die dritten Stopps wurden unter Grün absolviert. Der Stopp von Lundgaard klappte nicht einwandfrei, was ihn einen Platz an Power kostete. Weil sich Luca Ghiotto (Dale Coyne Racing) gedreht hatte und dabei der Motor ausging, gab es eine späte Gelbphase im Rennen von zwei Runden. Das Fahrzeug von Ghiotto blieb in Kurve 10 stehen und musste von den Streckenposten neu gestartet werden. Nach dem Restart versuchte Power an Palou in der ersten Kurve vorbei zufahren. Dieser Angriff war nicht erfolgreich und Palou fuhr 15 Runden später als Sieger durch das Ziel vor Power und Lundgaard. In der Gesamtwertung übernahm Palou die Führung mit 12 Punkten Vorsprung auf Power, dahinter Scott Dixon (Chip Ganassi Racing) und Colton Herta (Andretti Global) mit jeweils 25 Punkten Rückstand.

## Meldeliste
| Startnummer | Fahrer              | Team                             | Motor     |
| ----------- | ------------------- | -------------------------------- | --------- |
| 14          | Santino Ferrucci    | A. J. Foyt Racing                | Chevrolet |
| 41          | Sting Ray Robb      | A. J. Foyt Racing                | Chevrolet |
| 26          | Colton Herta        | Andretti Global / Curb-Agajanian | Honda     |
| 27          | Kyle Kirkwood       | Andretti Global                  | Honda     |
| 28          | Marcus Ericsson     | Andretti Global                  | Honda     |
| 5           | Pato O’Ward         | Arrow McLaren                    | Chevrolet |
| 6           | Théo Pourchaire     | Arrow McLaren                    | Chevrolet |
| 7           | Alexander Rossi     | Arrow McLaren                    | Chevrolet |
| 4           | Kyffin Simpson      | Chip Ganassi Racing              | Honda     |
| 8           | Linus Lundqvist     | Chip Ganassi Racing              | Honda     |
| 9           | Scott Dixon         | Chip Ganassi Racing              | Honda     |
| 10          | Alex Palou          | Chip Ganassi Racing              | Honda     |
| 11          | Marcus Armstrong    | Chip Ganassi Racing              | Honda     |
| 18          | Jack Harvey         | Dale Coyne Racing                | Honda     |
| 51          | Luca Ghiotto        | Dale Coyne Racing                | Honda     |
| 20          | Christian Rasmussen | Ed Carpenter Racing              | Chevrolet |
| 21          | Rinus VeeKay        | Ed Carpenter Racing              | Chevrolet |
| 77          | Romain Grosjean     | Juncos Hollinger Racing          | Chevrolet |
| 78          | Agustín Canapino    | Juncos Hollinger Racing          | Chevrolet |
| 60          | Felix Rosenqvist    | Meyer Shank Racing               | Honda     |
| 66          | Tom Blomqvist       | Meyer Shank Racing               | Honda     |
| 15          | Graham Rahal        | Rahal Letterman Lanigan Racing   | Honda     |
| 30          | Pietro Fittipaldi   | Rahal Letterman Lanigan Racing   | Honda     |
| 45          | Christian Lundgaard | Rahal Letterman Lanigan Racing   | Honda     |
| 2           | Josef Newgarden     | Team Penske                      | Chevrolet |
| 3           | Scott McLaughlin    | Team Penske                      | Chevrolet |
| 12          | Will Power          | Team Penske                      | Chevrolet |

## Klassifikationen

### Freies Training 1
| Pos. | Nr. | Fahrer           | Team                    | Motor     | Zeit      |
| ---- | --- | ---------------- | ----------------------- | --------- | --------- |
| 1    | 26  | Colton Herta     | Andretti Global         | Honda     | 1:09.2863 |
| 2    | 78  | Agustín Canapino | Juncos Hollinger Racing | Chevrolet | 1:09.3713 |
| 3    | 12  | Will Power       | Team Penske             | Chevrolet | 1:09.3930 |

### Freies Training 2
| Pos. | Nr. | Fahrer              | Team                           | Motor     | Zeit      |
| ---- | --- | ------------------- | ------------------------------ | --------- | --------- |
| 1    | 45  | Christian Lundgaard | Rahal Letterman Lanigan Racing | Honda     | 1:09.5588 |
| 2    | 12  | Will Power          | Team Penske                    | Chevrolet | 1:09.6899 |
| 3    | 9   | Scott Dixon         | Chip Ganassi Racing            | Honda     | 1:09.8565 |

### Qualifying
| Pos. | Nr. | Fahrer              | Team                             | Motor     | Zeit      | Zeit      | Zeit      | Zeit      | Startplatz |
| Pos. | Nr. | Fahrer              | Team                             | Motor     | Q1        | Q1        | Q2        | Q3        | Startplatz |
| Pos. | Nr. | Fahrer              | Team                             | Motor     | Gruppe 1  | Gruppe 2  | Q2        | Q3        | Startplatz |
| ---- | --- | ------------------- | -------------------------------- | --------- | --------- | --------- | --------- | --------- | ---------- |
| 1    | 10  | Alex Palou          | Chip Ganassi Racing              | Honda     |           | 1:09.0414 | 1:08.9057 | 1:09.0004 | 1          |
| 2    | 45  | Christian Lundgaard | Rahal Letterman Lanigan Racing   | Honda     |           | 1:06.2147 | 1:08.8388 | 1:09.0921 | 2          |
| 3    | 12  | Will Power          | Team Penske                      | Chevrolet | 1:08.7890 |           | 1:08.8194 | 1:09.1636 | 3          |
| 4    | 2   | Josef Newgarden     | Team Penske                      | Chevrolet | 1:08.9997 |           | 1:09.0319 | 1:09.2528 | 4          |
| 5    | 5   | Pato O’Ward         | Arrow McLaren                    | Chevrolet | 1:09.0167 |           | 1:08.9928 | 1:09.3320 | 5          |
| 6    | 9   | Scott Dixon         | Chip Ganassi Racing              | Honda     |           | 1:09.1530 | 1:09.0616 | 1:09.5270 | 6          |
| 7    | 7   | Alexander Rossi     | Arrow McLaren                    | Chevrolet | 1:09.0900 |           | 1:09.0801 |           | 7          |
| 8    | 11  | Marcus Armstrong    | Chip Ganassi Racing              | Honda     |           | 1:09.0377 | 1:09.1175 |           | 8          |
| 9    | 15  | Graham Rahal        | Rahal Letterman Lanigan Racing   | Honda     |           | 1:09.0412 | 1:09.1491 |           | 9          |
| 10   | 60  | Felix Rosenqvist    | Meyer Shank Racing               | Honda     |           | 1:08.9912 | 1:09.2923 |           | 5          |
| 11   | 30  | Pietro Fittipaldi   | Rahal Letterman Lanigan Racing   | Honda     | 1:09.1330 |           | 1:09.3698 |           | 11         |
| 12   | 1   | Rinus VeeKay        | Ed Carpenter Racing              | Chevrolet | 1:08.9462 |           | 1:09.3915 |           | 12         |
| 13   | 3   | Scott McLaughlin    | Team Penske                      | Honda     | 1:09.1378 |           |           |           | 13         |
| 14   | 27  | Kyle Kirkwood       | Andretti Global                  | Honda     |           | 1:09.1712 |           |           | 14         |
| 15   | 78  | Agustín Canapino    | Juncos Hollinger Racing          | Chevrolet | 1:09.2578 |           |           |           | 15         |
| 16   | 14  | Santino Ferrucci    | A. J. Foyt Racing                | Chevrolet |           | 1:09.2637 |           |           | 16         |
| 17   | 18  | Jack Harvey         | Dale Coyne Racing                | Honda     | 1:09.3254 |           |           |           | 17         |
| 18   | 6   | Théo Pourchaire     | Arrow McLaren                    | Chevrolet |           | 1:09.3816 |           |           | 18         |
| 19   | 8   | Linus Lundqvist     | Chip Ganassi Racing              | Honda     | 1:09.3385 |           |           |           | 19         |
| 20   | 20  | Christian Rasmussen | Ed Carpenter Racing              | Chevrolet |           | 1:09.4190 |           |           | 20         |
| 21   | 28  | Marcus Ericsson     | Andretti Global                  | Honda     | 1:09.3936 |           |           |           | 21         |
| 22   | 51  | Luca Ghiotto        | Dale Coyne Racing                | Honda     |           | 1:09.4519 |           |           | 22         |
| 23   | 77  | Romain Grosjean     | Juncos Hollinger Racing          | Chevrolet | 1:09.4283 |           |           |           | 23         |
| 24   | 26  | Colton Herta        | Andretti Global / Curb-Agajanian | Honda     |           | 1:09.5391 |           |           | 24         |
| 25   | 4   | Kyffin Simpson      | Chip Ganassi Racing              | Honda     | 1:09.5613 |           |           |           | 25         |
| 26   | 66  | Tom Blomqvist       | Meyer Shank Racing               | Honda     |           | 1:09.6264 |           |           | 26         |
| 27   | 41  | Sting Ray Robb      | A. J. Foyt Racing                | Chevrolet |           | 1:10.0399 |           |           | 25         |

### Endergebnis
| Pos. | Nr. | Fahrer                  | Rd. | Starts | Zeit/Rückstand | Boxenstopps | Führungsrunden | Punkte |
| ---- | --- | ----------------------- | --- | ------ | -------------- | ----------- | -------------- | ------ |
| 1    | 10  | Alex Palou              | 85  | 1      | 1:45:27.2320   | 3           | 39             | 54     |
| 2    | 12  | Will Power              | 85  | 3      | 6.6106         | 3           |                | 40     |
| 3    | 45  | Christian Lundgaard     | 85  | 2      | 8.0900         | 3           | 35             | 36     |
| 4    | 9   | Scott Dixon             | 85  | 6      | 13.4262        | 3           | 1              | 33     |
| 5    | 11  | Marcus Armstrong        | 85  | 8      | 13.8978        | 3           | 3              | 31     |
| 6    | 3   | Scott McLaughlin        | 85  | 13     | 14.2746        | 3           | 2              | 29     |
| 7    | 26  | Colton Herta            | 85  | 24     | 18.8554        | 3           |                | 26     |
| 8    | 7   | Alexander Rossi         | 85  | 7      | 20.1638        | 3           | 1              | 25     |
| 9    | 15  | Graham Rahal            | 85  | 9      | 22.1556        | 3           | 2              | 23     |
| 10   | 60  | Felix Rosenqvist        | 85  | 10     | 26.3424        | 3           |                | 20     |
| 11   | 27  | Kyle Kirkwood           | 85  | 14     | 27.4572        | 3           |                | 19     |
| 12   | 77  | Romain Grosjean         | 85  | 23     | 29.3108        | 3           |                | 18     |
| 13   | 5   | Patricio O’Ward         | 85  | 5      | 31.2388        | 3           |                | 17     |
| 14   | 30  | Pietro Fittipaldi       | 85  | 11     | 31.8872        | 3           | 2              | 17     |
| 15   | 4   | Kyffin Simpson (R)      | 85  | 25     | 32.2895        | 3           |                | 15     |
| 16   | 28  | Marcus Ericsson         | 85  | 21     | 34.6582        | 3           |                | 14     |
| 17   | 2   | Josef Newgarden         | 85  | 4      | 36.9649        | 3           |                | 13     |
| 18   | 18  | Jack Harvey             | 85  | 17     | 38.0124        | 3           |                | 12     |
| 19   | 6   | Theo Pourchaire (R)     | 85  | 18     | 38.0679        | 3           |                | 11     |
| 20   | 20  | Christian Rasmussen (R) | 85  | 20     | 39.4219        | 3           |                | 10     |
| 21   | 78  | Agustin Canapino        | 84  | 15     | 1 Rd.          | 3           |                | 9      |
| 22   | 41  | Sting Ray Robb          | 84  | 27     | 1 Rd.          | 3           |                | 8      |
| 23   | 66  | Tom Blomqvist           | 84  | 26     | 1 Rd.          | 3           |                | 7      |
| 24   | 8   | Linus Lundqvist (R)     | 84  | 19     | 1 Rd.          | 3           |                | 6      |
| 25   | 51  | Luca Ghiotto (R)        | 84  | 22     | 1 Rd.          | 3           |                | 5      |
| 26   | 21  | Rinus VeeKay            | 84  | 12     | 1 Rd.          | 4           |                | 5      |
| 27   | 14  | Santino Ferrucci        | 55  | 16     | 30 Rd. (Motor) | 2           |                | 5      |

(R)=Rookie / 1 Gelbphasen für insgesamt 2 Rd. / alle Starter auf Firestone-Reifen